# Frank Mahovlich
Francis William „Frank“ Mahovlich, CM (* 10. Januar 1938 in Timmins, Ontario) ist ein ehemaliger kanadischer Eishockeyspieler und Politiker, der im Verlauf seiner aktiven Karriere zwischen 1954 und 1978 unter anderem 1318 Spiele für die Toronto Maple Leafs, Detroit Red Wings und Canadiens de Montréal in der National Hockey League sowie 312 weitere für die Toronto Toros und Birmingham Bulls in der World Hockey Association auf der Position des linken Flügelstürmers bestritten hat. Mahovlich, der insgesamt neunmal in eines der NHL All-Star Teams berufen wurde, gewann zwischen 1962 und 1973 insgesamt sechsmal den Stanley Cup – davon viermal mit den Toronto Maple Leafs und zweimal mit den Canadiens de Montréal. Seine außerordentliche Karriere wurde im Jahr 1981 mit der Aufnahme in die Hockey Hall of Fame gekrönt. Von 1998 bis 2013 war er ein Mitglied des kanadischen Senats.

## Karriere
Als Junior spielte er in der Ontario Hockey Association für die Toronto St. Michael’s Majors. Er galt als eines der größten Talente und stand daher schon früh im Rampenlicht.
Zum Ende der Saison 1956/57 kam er zu seinen ersten drei Einsätzen bei den Toronto Maple Leafs. Im kommenden Jahr schaffte er dann endgültig den Sprung in die NHL. Mit 22 Toren und 49 Punkten war er der überragende Rookie der Saison und gewann die Calder Memorial Trophy trotz der Konkurrenz von Bobby Hull. Auch in den kommenden beiden Spielzeiten konnte er mit guten Leistungen gefallen, jedoch hatte man nach seiner ersten Saison in Toronto einen Superstar erwartet und so lastete ein immenser Druck auf seinen Schultern und Erwartungen, die er noch nicht erfüllen konnte. In der Saison 1960/61 zeigte er dann die Leistungen, die man immer vom inzwischen 23-jährigen erwartet hatte. Bereits 14 Spieltage vor Saisonende hatte er 48 Tore erzielt und lag damit nur noch zwei Tore hinter Maurice Richards Rekord von 50 Toren entfernt. Er konnte jedoch kein weiteres Tor mehr erzielen und wurde sogar noch von Bernie Geoffrion als Torschützenkönig überholt. Er selbst lag in dem Spannungsverhältnis zwischen der Bewunderung für den starken Saisonstart und der Enttäuschung, dann das vor Augen liegende Ziel doch zu verfehlen.
Nach seinem ersten Stanley-Cup-Gewinn 1962 folgte fast als Tiefpunkt seiner Karriere der Gewinn des Stanley Cups zum Ende der Saison 1962/63. Nachdem er im entscheidenden Spiel einige Chancen vergeben hatte, wurde er noch während des Spiels, aber auch nach Spielende von den eigenen Fans ausgebuht. Auch bei der Zeremonie am Folgetag war er Ziel von Fanattacken. Im kommenden Jahr musste er wegen Depressionen ins Krankenhaus und verpasste einige Spiele. Nach seiner Rückkehr ins Team konnte er nicht an die Leistungen zuvor anknüpfen. Trotzdem gewannen die Leafs den dritten Stanley Cup in Folge. Es folgte noch ein Titelgewinn zum Ende der Saison 1966/67.
Einen großen Auftritt hatte er am 1. November 1967, als die Leafs gegen ihren Rivalen, die Canadiens de Montréal, 5:0 gewannen. Mahovlich erzielte ein Tor und zwei Assists. Dafür wurde er zu einem der drei Stars des Spiels gewählt, doch selbst an diesem Tag erntete er neben Applaus auch Buh-Rufe. Als das Team tags darauf zum Spiel nach Detroit fuhr, stand er auf und ging nach Hause. Kurze Zeit später war er erneut wegen schwerer Depressionen im Krankenhaus. Er verpasste 11 Spiele, bevor er wieder im Kader stand. Gegen Ende der Saison war er Teil eines großen Tauschgeschäfts. Unter den vier Spielern, die zu den Detroit Red Wings wechselten, waren neben Mahovlich auch noch Carl Brewer und Garry Unger. Im Gegenzug kam unter anderen Norm Ullman nach Toronto.
In Detroits Team lief er gemeinsam mit seinem Bruder Pete auf. Er wurde in eine Sturmreihe mit Gordie Howe und Alex Delvecchio gestellt. Befreit vom Druck in Toronto blühte er auf. Er beendete die Saison 1968/69 mit einer Bestleistung von 49 Toren. In den Jahren bei den Red Wings bekam er mehr Eiszeit als zuvor und er verhalf Gordie Howe, als dritter Spieler 100 Punkte in einer Saison zu erzielen. Ein Jahr nach seinem Bruder wechselte er im Laufe der Saison 1970/71 im Tausch für Mickey Redmond, Guy Charron und Bill Collins zu den Canadiens de Montréal. In seinem ersten vollständigen Jahr brachte er es auf 96 Punkte. Hiermit drängte er sich auch für eine Nominierung bei der Summit Series 1972 auf. In Montreal spielt er sehr erfolgreich bis zur Saison 1973/74, nachdem er 1973 seinen sechsten und letzten Stanley Cup gewonnen hatte und als achter Spieler die 1.000-Punkte-Marke erreichte. 
Ab 1974 spielte er dann in der World Hockey Association. Hier bekam er mit 36 Jahren ein sehr lukratives Angebot für einen Vierjahresvertrag von den Toronto Toros und hatte auch hier seinen Bruder Pete an der Seite. Erneut zählte er zu den Topscorern und verhalf den Toros zu guten Schlagzeiten im Konkurrenzkampf mit den Maple Leafs. Nach zwei Jahren zog das Team aus Kanada in den Süden der USA und spielte dort unter dem neuen Namen Birmingham Bulls. Zum Ende der Saison 1978/79 beendete er seine aktive Karriere. 1981 wurde er mit der Aufnahme in die Hockey Hall of Fame geehrt.
1998 wurde er vom kanadischen Premierminister Jean Chrétien in den kanadischen Senat berufen. Nach dem Erreichen der Altersgrenze schied Mahovlich am 10. Januar 2013 aus selbigem aus.

## Erfolge und Auszeichnungen
| - 1957 Red Tilson Trophy - 1958 Calder Memorial Trophy - 1959 Teilnahme am NHL All-Star Game - 1960 Teilnahme am NHL All-Star Game - 1961 NHL First All-Star Team - 1961 Teilnahme am NHL All-Star Game - 1962 Stanley-Cup-Gewinn mit den Toronto Maple Leafs - 1962 NHL Second All-Star Team - 1962 Teilnahme am NHL All-Star Game - 1963 Stanley-Cup-Gewinn mit den Toronto Maple Leafs - 1963 NHL First All-Star Team - 1963 Teilnahme am NHL All-Star Game - 1964 Stanley-Cup-Gewinn mit den Toronto Maple Leafs - 1964 NHL Second All-Star Team - 1964 Teilnahme am NHL All-Star Game - 1965 NHL Second All-Star Team - 1965 Teilnahme am NHL All-Star Game - 1966 NHL Second All-Star Team - 1967 Teilnahme am NHL All-Star Game | - 1967 Stanley-Cup-Gewinn mit den Toronto Maple Leafs - 1968 Teilnahme am NHL All-Star Game - 1969 Teilnahme am NHL All-Star Game - 1969 Most Valuable Player des NHL All-Star Game - 1969 NHL Second All-Star Team - 1970 Teilnahme am NHL All-Star Game - 1970 NHL Second All-Star Team - 1971 Teilnahme am NHL All-Star Game - 1971 Stanley-Cup-Gewinn mit den Canadiens de Montréal - 1972 Teilnahme am NHL All-Star Game - 1973 Teilnahme am NHL All-Star Game - 1973 Stanley-Cup-Gewinn mit den Canadiens de Montréal - 1973 NHL First All-Star Team - 1974 Teilnahme am NHL All-Star Game - 1981 Aufnahme in die Hockey Hall of Fame - 1990 Aufnahme in die Hall of Fame des kanadischen Sports - 1994 Member of the Order of Canada - 2016 Sperrung der Trikotnummer 27 durch die Toronto Maple Leafs (gemeinsam mit Darryl Sittler) |

## Karrierestatistik

### International
Vertrat Kanada bei:
- Summit Series 1972
- Summit Series 1974

(Legende zur Spielerstatistik: Sp oder GP = absolvierte Spiele; T oder G = erzielte Tore; V oder A = erzielte Assists; Pkt oder Pts = erzielte Scorerpunkte; SM oder PIM = erhaltene Strafminuten; +/− = Plus/Minus-Bilanz; PP = erzielte Überzahltore; SH = erzielte Unterzahltore; GW = erzielte Siegtore; 1 Play-downs/Relegation; Kursiv: Statistik nicht vollständig)